# Peter Care
Peter Care (Penzance, 28 aprile 1953) è un regista inglese.

## Biografia
Per lo più attivo nella regia di spot pubblicitari e videoclip, ha lavorato, tra gli altri, con Bruce Springsteen, Depeche Mode, New Order e R.E.M., di questi ultimi ha realizzato anche il film concerto-documentario Road Movie del 1996.
Ha debuttato nel cinema indipendente con il suo adattamento del romanzo Vite pericolose di bravi ragazzi di Chris Fuhrman, The Dangerous Lives of Altar Boys (2002).

## Filmografia

### Cinema
- Road Movie (1996)
- The Dangerous Lives of Altar Boys (2002)